# Liste der Altenwohn- und Pflegeeinrichtungen im Burgenland
Die Liste der Altenwohn- und Pflegeeinrichtungen im Burgenland umfasst alle stationären Pflege- und Betreuungseinrichtungen im Burgenland, basierend auf den stationären Pflegeeinrichtungen im Burgenland vom Bundesministerium für Soziales, Gesundheit, Pflege und Konsumentenschutz.

## Liste
| Name                                     | Bezirk              | Gemeinde                 | Adresse Geokoordinaten          | 1 Bett | 2 Bett | 3 Bett | Träger                                           | Foto |
| ---------------------------------------- | ------------------- | ------------------------ | ------------------------------- | ------ | ------ | ------ | ------------------------------------------------ | --- |
| Haus Sankt Martin                        | Eisenstadt          | Eisenstadt               | Gregor-Joseph-Werner-Straße 3   | 41     | 6      |        | Caritas                                          | Bild gesucht Die Wikipedia wünscht sich an dieser Stelle ein Bild vom Ort mit diesen Koordinaten 47.8472592 16.5103636 . Motiv: Caritas Haus Sankt Martin Falls du dabei helfen möchtest, erklärt die Anleitung , wie das geht. BW                  |
| Hilfswerk Seniorenpension Eisenstadt     | Eisenstadt          | Eisenstadt               | Ing. Alois Schwarz Platz 3      | 54     | 2      |        | Hilfswerk                                        | Bild gesucht Die Wikipedia wünscht sich an dieser Stelle ein Bild vom Ort mit diesen Koordinaten 47.8418643 16.5289449 . Motiv: Hilfswerk Seniorenpension Eisenstadt Falls du dabei helfen möchtest, erklärt die Anleitung , wie das geht. BW       |
| Seniorenpension Purbach                  | Eisenstadt-Umgebung | Purbach                  | Schulgasse 19                   | 10     | 9      |        | Hilfswerk                                        | Bild gesucht Die Wikipedia wünscht sich an dieser Stelle ein Bild vom Ort mit diesen Koordinaten 47.9145489 16.6947837 . Motiv: Seniorenpension Purbach Falls du dabei helfen möchtest, erklärt die Anleitung , wie das geht. BW                    |
| Haus Laminger                            | Eisenstadt-Umgebung | Sankt Margarethen        | Mühlweg 13                      | 11     | 5      | 2      | Gerhard Laminger                                 | Bild gesucht Die Wikipedia wünscht sich an dieser Stelle ein Bild vom Ort mit diesen Koordinaten 47.811604 16.6003 . Motiv: Haus Laminger Falls du dabei helfen möchtest, erklärt die Anleitung , wie das geht. BW                                  |
| Pflegekompetenzzentrum Neufeld           | Eisenstadt-Umgebung | Neufeld an der Leitha    | Hauptstraße 7                   | 9      | 10     |        | Samariterbund                                    | Bild gesucht Die Wikipedia wünscht sich an dieser Stelle ein Bild vom Ort mit diesen Koordinaten 47.8702555 16.3764651 . Motiv: Pflegekompetenzzentrum Neufeld Falls du dabei helfen möchtest, erklärt die Anleitung , wie das geht. BW             |
| Pflegekompetenzzentrum Siegendorf        | Eisenstadt-Umgebung | Siegendorf               | Badgasse 3                      | 16     | 7      |        | Samariterbund                                    | Bild gesucht Die Wikipedia wünscht sich an dieser Stelle ein Bild vom Ort mit diesen Koordinaten 47.7855455 16.5458633 . Motiv: Pflegekompetenzzentrum Siegendorf Falls du dabei helfen möchtest, erklärt die Anleitung , wie das geht. BW          |
| Wohnen und Pflegen daHeim                | Eisenstadt-Umgebung | Steinbrunn               | Bachzeile 4 (Fölligasse 34)     | 12     | 2      |        | Petra Thek                                       | Bild gesucht Die Wikipedia wünscht sich an dieser Stelle ein Bild vom Ort mit diesen Koordinaten 47.832821 16.419852 . Motiv: Wohnen und Pflegen daHeim, Petra Denk Falls du dabei helfen möchtest, erklärt die Anleitung , wie das geht. BW        |
| Seniorenpension Güttenbach               | Güssing             | Güttenbach               | Am Park 1 (Güttenbach 404)      | 22     | 4      |        | Hilfswerk                                        | Bild gesucht Die Wikipedia wünscht sich an dieser Stelle ein Bild vom Ort mit diesen Koordinaten 47.158428 16.287636 . Motiv: Seniorenpension Güttenbach Falls du dabei helfen möchtest, erklärt die Anleitung , wie das geht. BW                   |
| Seniorenpension Limbach                  | Güssing             | Kukmirn                  | Limbach, Hilfswerkstraße 1      | 22     | 4      |        | Hilfswerk                                        | Bild gesucht Die Wikipedia wünscht sich an dieser Stelle ein Bild vom Ort mit diesen Koordinaten 47.061148 16.172227 . Motiv: Seniorenpension Limbach Falls du dabei helfen möchtest, erklärt die Anleitung , wie das geht. BW                      |
| Pflegekompetenzzentrum Olbendorf         | Güssing             | Olbendorf                | Dorf 731                        | 17     | 6      |        | Samariterbund                                    | Bild gesucht Die Wikipedia wünscht sich an dieser Stelle ein Bild vom Ort mit diesen Koordinaten 47.186617 16.202701 . Motiv: Pflegekompetenzzentrum Olbendorf Falls du dabei helfen möchtest, erklärt die Anleitung , wie das geht. BW             |
| Pflegekompetenzzentrum Strem             | Güssing             | Strem                    | Kapellenstraße 24               | 4      | 28     |        | Samariterbund                                    | Bild gesucht Die Wikipedia wünscht sich an dieser Stelle ein Bild vom Ort mit diesen Koordinaten 47.0432203 16.4181419 . Motiv: Pflegekompetenzzentrum Strem Falls du dabei helfen möchtest, erklärt die Anleitung , wie das geht. BW               |
| SeneCura Sozialzentrum Stegersbach       | Güssing             | Stegersbach              | Teichgasse 13                   | 28     | 4      |        | SeneCura                                         | Bild gesucht Die Wikipedia wünscht sich an dieser Stelle ein Bild vom Ort mit diesen Koordinaten 47.15552 16.1640751 . Motiv: SeneCura Sozialzentrum Stegersbach Falls du dabei helfen möchtest, erklärt die Anleitung , wie das geht. BW           |
| Mutter Teresa Haus Neuhaus               | Jennersdorf         | Neuhaus am Klausenbach   | Pfaffengraben 9                 | 25     | 3      |        | Mutter Teresa Vereinigung Neuhaus GmbH           | Mutter Teresa Haus Neuhaus |
| Seniorenhaus Wagner                      | Jennersdorf         | Rudersdorf               | Neckamgasse 6                   | 6      | 6      |        | Petra Wagner                                     | Bild gesucht Die Wikipedia wünscht sich an dieser Stelle ein Bild vom Ort mit diesen Koordinaten 47.054655 16.117215 . Motiv: Seniorenhaus Wagner Falls du dabei helfen möchtest, erklärt die Anleitung , wie das geht. BW                          |
| Pflegeheim Neudörfl – St. Nikolaus       | Mattersburg         | Neudörfl                 | Hauptstraße 150                 | 25     | 21     |        | Burgenländische Pflegeheim Betriebs-GmbH         | Bild gesucht Die Wikipedia wünscht sich an dieser Stelle ein Bild vom Ort mit diesen Koordinaten 47.8017483 16.2799478 . Motiv: Pflegeheim Neudörfl – St. Nikolaus Falls du dabei helfen möchtest, erklärt die Anleitung , wie das geht. BW         |
| Pflegekompetenzzentrum Drassburg         | Mattersburg         | Draßburg                 | Waldgasse 1                     | 12     | 12     |        | Samariterbund                                    | Bild gesucht Die Wikipedia wünscht sich an dieser Stelle ein Bild vom Ort mit diesen Koordinaten 47.748663 16.482532 . Motiv: Pflegekompetenzzentrum Drassburg Falls du dabei helfen möchtest, erklärt die Anleitung , wie das geht. BW             |
| Seniorenresidenz Rosengarten             | Mattersburg         | Bad Sauerbrunn           | Kirchengasse 6                  | 34     |        |        | Altenbetreuung DGW GmbH                          | Bild gesucht Die Wikipedia wünscht sich an dieser Stelle ein Bild vom Ort mit diesen Koordinaten 47.7751484 16.322321 . Motiv: Seniorenresidenz Rosengarten Falls du dabei helfen möchtest, erklärt die Anleitung , wie das geht. BW                |
| Wohngemeinschaft für Senioren            | Mattersburg         | Rohrbach bei Mattersburg | Berggasse 57                    | 1      | 6      |        | Regina Wallner                                   | Bild gesucht Die Wikipedia wünscht sich an dieser Stelle ein Bild vom Ort mit diesen Koordinaten 47.702293 16.42975 . Motiv: Wohngemeinschaft für Senioren, Regina Wallner Falls du dabei helfen möchtest, erklärt die Anleitung , wie das geht. BW |
| Caritas Haus St. Nikolaus                | Neusiedl am See     | Neusiedl am See          | Kardinal Franz König Platz 1    | 36     | 12     |        | Caritas Burgenland                               | Bild gesucht Die Wikipedia wünscht sich an dieser Stelle ein Bild vom Ort mit diesen Koordinaten 47.9440693 16.8406431 . Motiv: Caritas Haus St. Nikolaus Falls du dabei helfen möchtest, erklärt die Anleitung , wie das geht. BW                  |
| Diakoniezentrum Gols                     | Neusiedl am See     | Gols                     | Mühlgasse 51                    | 17     | 15     |        | Diakonie                                         | Bild gesucht Die Wikipedia wünscht sich an dieser Stelle ein Bild vom Ort mit diesen Koordinaten 47.8931155 16.9167995 . Motiv: Diakoniezentrum Gols Falls du dabei helfen möchtest, erklärt die Anleitung , wie das geht. BW                       |
| Haus Katharina                           | Neusiedl am See     | Podersdorf am See        | Krautgartengasse 4              | 19     | 5      |        | Verein Haus Katharina                            | Bild gesucht Die Wikipedia wünscht sich an dieser Stelle ein Bild vom Ort mit diesen Koordinaten 47.852109 16.836387 . Motiv: Haus Katharina Falls du dabei helfen möchtest, erklärt die Anleitung , wie das geht. BW                               |
| SeneCura Sozialzentrum Frauenkirchen     | Neusiedl am See     | Frauenkirchen            | Schwester Elfriede Ettl Platz 1 | 52     | 4      |        | SeneCura                                         | Bild gesucht Die Wikipedia wünscht sich an dieser Stelle ein Bild vom Ort mit diesen Koordinaten 47.832882 16.93321 . Motiv: SeneCura Sozialzentrum Frauenkirchen Falls du dabei helfen möchtest, erklärt die Anleitung , wie das geht. BW          |
| SeneCura Sozialzentrum Kittsee           | Neusiedl am See     | Kittsee                  | Hauptplatz 4                    | 9      | 24     |        | SeneCura                                         | Bild gesucht Die Wikipedia wünscht sich an dieser Stelle ein Bild vom Ort mit diesen Koordinaten 48.0933389 17.0636825 . Motiv: SeneCura Sozialzentrum Kittsee Falls du dabei helfen möchtest, erklärt die Anleitung , wie das geht. BW             |
| Seniorenpension Draßmarkt                | Oberpullendorf      | Draßmarkt                | Augasse 9                       | 26     | 3      |        | Hilfswerk                                        | Bild gesucht Die Wikipedia wünscht sich an dieser Stelle ein Bild vom Ort mit diesen Koordinaten 47.51344 16.400115 . Motiv: Seniorenpension Draßmarkt Falls du dabei helfen möchtest, erklärt die Anleitung , wie das geht. BW                     |
| Seniorenpension Lockenhaus               | Oberpullendorf      | Lockenhaus               | Schulgasse 1                    | 22     | 4      |        | Hilfswerk                                        | Bild gesucht Die Wikipedia wünscht sich an dieser Stelle ein Bild vom Ort mit diesen Koordinaten 47.4081856 16.4146069 . Motiv: Seniorenpension Lockenhaus Falls du dabei helfen möchtest, erklärt die Anleitung , wie das geht. BW                 |
| Sozialzentrum Haus Lisa                  | Oberpullendorf      | Deutschkreutz            | Lisaweg 1                       | 20     | 4      |        | Caritas Burgenland                               | Bild gesucht Die Wikipedia wünscht sich an dieser Stelle ein Bild vom Ort mit diesen Koordinaten 47.5987824 16.6106264 . Motiv: Sozialzentrum Haus Lisa Falls du dabei helfen möchtest, erklärt die Anleitung , wie das geht. BW                    |
| Pflegeheim Oberpullendorf Haus St. Peter | Oberpullendorf      | Oberpullendorf           | Spitalstraße 32                 | 33     | 11     |        | Burgenländische Pflegeheim Betriebs-GmbH         | Pflegeheim Oberpullendorf |
| Pflegekompetenzzentrum Lackenbach        | Oberpullendorf      | Lackenbach               | Lisztgasse 2                    | 11     | 12     |        | Samariterbund                                    | Bild gesucht Die Wikipedia wünscht sich an dieser Stelle ein Bild vom Ort mit diesen Koordinaten 47.589048 16.46108 . Motiv: Pflegekompetenzzentrum Lackenbach Falls du dabei helfen möchtest, erklärt die Anleitung , wie das geht. BW             |
| Pflegekompetenzzentrum Weppersdorf       | Oberpullendorf      | Weppersdorf              | Hauptstraße 57                  | 17     | 6      |        | Samariterbund                                    | Bild gesucht Die Wikipedia wünscht sich an dieser Stelle ein Bild vom Ort mit diesen Koordinaten 47.581283 16.426536 . Motiv: Pflegekompetenzzentrum Weppersdorf Falls du dabei helfen möchtest, erklärt die Anleitung , wie das geht. BW           |
| Pflegezentrum Raiding                    | Oberpullendorf      | Raiding                  | Neugasse 6                      | 22     | 22     |        | Pflegezentrum Raiding Franz Drescher GmbH        | Bild gesucht Die Wikipedia wünscht sich an dieser Stelle ein Bild vom Ort mit diesen Koordinaten 47.5639407 16.5322227 . Motiv: Pflegezentrum Raiding Falls du dabei helfen möchtest, erklärt die Anleitung , wie das geht. BW                      |
| SeneCura Sozialzentrum Nikitsch          | Oberpullendorf      | Nikitsch                 | Hauptstraße 90–92               | 26     | 8      |        | SeneCura                                         | Bild gesucht Die Wikipedia wünscht sich an dieser Stelle ein Bild vom Ort mit diesen Koordinaten 47.535126 16.658262 . Motiv: SeneCura Sozialzentrum Nikitsch Falls du dabei helfen möchtest, erklärt die Anleitung , wie das geht. BW              |
| adcura Bernstein Seniorenwohnen          | Oberwart            | Bernstein                | Marktgasse 14                   | 50     | 13     |        | adcura Bernstein Seniorenwohnen GmbH             | Bild gesucht Die Wikipedia wünscht sich an dieser Stelle ein Bild vom Ort mit diesen Koordinaten 47.4053011 16.2585581 . Motiv: adcura Bernstein Seniorenwohnen Falls du dabei helfen möchtest, erklärt die Anleitung , wie das geht. BW            |
| Caritas Haus Elisabeth                   | Oberwart            | Rechnitz                 | Klostergasse 1–3                | 70     | 13     |        | Caritas Burgenland                               | Bild gesucht Die Wikipedia wünscht sich an dieser Stelle ein Bild vom Ort mit diesen Koordinaten 47.3049167 16.4390121 . Motiv: Caritas Haus Elisabeth Falls du dabei helfen möchtest, erklärt die Anleitung , wie das geht. BW                     |
| Diakoniezentrum Pinkafeld                | Oberwart            | Pinkafeld                | Kirchengasse 10                 | 64     | 7      |        | Diakonie                                         | Bild gesucht Die Wikipedia wünscht sich an dieser Stelle ein Bild vom Ort mit diesen Koordinaten 47.368792 16.12197 . Motiv: Diakoniezentrum Pinkafeld Falls du dabei helfen möchtest, erklärt die Anleitung , wie das geht. BW                     |
| Haus Sankt Vinzenz Pinkafeld             | Oberwart            | Pinkafeld                | Schützner Straße 15             | 72     | 24     |        | Barmherzigen Schwestern vom hl. Vinzenz von Paul | Bild gesucht Die Wikipedia wünscht sich an dieser Stelle ein Bild vom Ort mit diesen Koordinaten 47.3700477 16.1269388 . Motiv: Haus Sankt Vinzenz Pinkafeld Falls du dabei helfen möchtest, erklärt die Anleitung , wie das geht. BW               |
| Pflegekompetenzzentrum Großpetersdorf    | Oberwart            | Großpetersdorf           | Hans Krutzler Platz 1           | 60     |        |        | Samariterbund                                    | Bild gesucht Die Wikipedia wünscht sich an dieser Stelle ein Bild vom Ort mit diesen Koordinaten 47.24198 16.315921 . Motiv: Pflegekompetenzzentrum Großpetersdorf Falls du dabei helfen möchtest, erklärt die Anleitung , wie das geht. BW         |
| Pflegezentrum „Am Schloßpark“            | Oberwart            | Rechnitz                 | Schulgasse 11                   | 55     | 10     |        | Burgenländische Pflegeheim Betriebs-GmbH         | Pflegezentrum am Schloßpark |
| Residenz Lichtenwald                     | Oberwart            | Bad Tatzmannsdorf        | Lichtenwaldstraße 14            | 5      | 8      |        | Lichtenwald GmbH                                 | Residenz Lichtenwald |
| SeneCura Sozialzentrum Rust              | Rust                | Rust                     | Turnerweg 8                     | 44     | 15     |        | SeneCura                                         | Bild gesucht Die Wikipedia wünscht sich an dieser Stelle ein Bild vom Ort mit diesen Koordinaten 47.798506 16.66753 . Motiv: SeneCura Sozialzentrum Rust Falls du dabei helfen möchtest, erklärt die Anleitung , wie das geht. BW                   |